# Бијела Лоза
Бијела Лоза (до 1991. године Бела Лоза) је насељено место у општини Подгорач, у средишњој Славонији, Република Хрватска.

## Историја
До нове територијалне организације у Хрватској насеље се налазило у саставу бивше општине Нашице.

## Становништво
На попису становништва 2011. године, Бијела Лоза је имала 147 становника.
| Националност       | 1991.        | 1981.        | 1971.        | 1961.        |
| Срби               | 265 (92,01%) | 284 (80,45%) | 484 (96,22%) | 747 (97,64%) |
| Хрвати             | 8 (2,77%)    | 16 (4,53%)   | 17 (3,37%)   | 15 (1,96%)   |
| Југословени        | 3 (1,04%)    | 49 (13,88%)  | 2 (0,39%)    | 1 (0,13%)    |
| остали и непознато | 12 (4,16%)   | 4 (1,13%)    | 0            | 2 (0,26%)    |
| Укупно             | 288          | 353          | 503          | 765          |

- напомене:

Исказује се као део насеља од 1910, а од 1931. као насеље. Од 1910. до 1931. исказивано под именом Рудолфовац, а од 1948. до 1991. под именом Бела Лоза.

## Попис 1991.
На попису становништва 1991. године, насељено место Бела Лоза је имало 288 становника, следећег националног састава:
| Попис 1991.‍  | Попис 1991.‍  | Попис 1991.‍ | Попис 1991.‍ | Попис 1991.‍ |
| ------------ | ------------ | ----------- | ----------- | ----------- |
|              |              |             |             |             |
| Срби         | Срби         |             | 265         | 92,01%      |
| Хрвати       | Хрвати       |             | 8           | 2,77%       |
| Југословени  | Југословени  |             | 3           | 1,04%       |
| Словаци      | Словаци      |             | 1           | 0,34%       |
| неопредељени | неопредељени |             | 1           | 0,34%       |
| непознато    | непознато    |             | 10          | 3,47%       |
| укупно: 288  |              |             |             |             |